# Бочаров, Стефан
Стефан Христов Бочаров (болг. Стефан Христов Бочаров; 1 апреля 1852, с. Бейковци Османская империя (ныне Великотырновской области, Болгарии) — 14 января 1937, София) — болгарский военный медик, доктор медицинских наук (1884), генерал-майор санитарной службы (1910). Основатель гигиенической науки болгарской военной медицины.

## Биография
После окончания гимназии в Габрово, в 1872—1878 обучался в Медико-хирургической академии в Санкт-Петербурге (ныне Военно-медицинская академия имени С. М. Кирова).
Во время учебы в академии в 1876 в качестве фельдшера санитарного отряда российского Красного Креста принял участие в сербско-турецкой войне (1876—1877).
Участник русско-турецкой войны (1877—1878). С августа 1877 — фельдшер и переводчик 10-й дружины Болгарского ополчения. В 1878 — работал в русской больнице в Габрово.
После окончания петербургской академии, с мая 1878  — военный врач 1-го артиллерийского полка. В 1880 — уволен в запас.
В 1880—1881 работал врачом-гигиенистом в Софии, после — окружным врачом в Габрово.
В 1884 защитил докторскую диссертацию в Императорской военно-медицинской академии Санкт-Петербурга.
С июля 1881 — врач 1-й дружины Болгарского ополчения, затем вновь назначен старшим врачом 1-го артиллерийского полка.
В 1893 — подполковник санитарной службы.
С 1900 — полковник, начальник санитарной инспекции Военного министерства Болгарии. С 1904 по 1910 — начальник военно-санитарной службы и главный военный врач Болгарского царства.
В 1907—1909 — член Главного управления Болгарского Красного Креста.
В 1910 — присвоен чин генерал-майора санитарной службы с увольнением в запас.
В 1912—1913 служил заместителем начальника военно-санитарной службы Военного министерства Третьего Болгарского царства.

## Избранные научные труды
- Метаморфоз в теле при септической интоксикации (1884)

## Награды
- Серебряная медаль «За храбрость»